# Старцева, Васса Михайловна
 Васса Михайловна Старцева (28.08.1915 — 16.12.1971) —  телятница колхоза «40 лет Октября» Ялуторовского района Тюменской области Герой Социалистического Труда (22.03.1966).

## Биография
Родилась 28 августа 1915 года в деревне Сплывайка Ялуторовского уезда Омской губернии, ныне в составе Исетского района Тюменской области. Русская. Из крестьян.
Кровавые события Гражданской войны не обошли стороной её семью — в 5 лет девочка осталась сиротой, воспитывалась у родственников. Окончила только начальную школу. Одна из первых комсомолок в селе. С конца 1920-х годов трудилась в коммуне «Прогресс». В 1931 году была направлена на строительство Пермской железной дороги. В 1932 году окончила курсы трактористов.
С 1932 года работала в родном селе в колхозе трактористкой. В 1940 году перешла на колхозную ферму дояркой, но с началом Великой Отечественной войны пришлось вернуться на трактор взамен ушедших на фронт односельчан. Более того, В. М. Старцеву назначили бригадиром тракторной бригады.
С 1946 года — телятница, а с 1950 — старшая птичница колхоз имени Шверника (позднее переименован в колхоз «40 лет Октября»). С 1951 года — заведующая колхозной птицефабрикой. Вывела производство в передовые. В 1962 году средний показатель составил по 118 яиц в год от каждой курицы-несушки — один из лучших по Тюменской области. В 1967 году этот показатель составлял уже 143 яйца в год. Птицефабрика выдавала более 100 центнеров мяса птицы в год.
С 1964 года — вновь телятница колхоза «40 лет Октября».
За достигнутые успехи в развитии животноводства, увеличении производства и заготовок мяса, молока, яиц, шерсти и другой продукции Указом Президиума Верховного Совета СССР от 22 марта 1966 года Старцевой Вассе Михайловне присвоено звание Героя Социалистического Труда с вручением ордена Ленина и золотой медали «Серп и Молот».
Член ВКП(б)/КПСС с 1944 года. Депутат районного и сельского Советов депутатов трудящихся. Член Тюменского областного комитета КПСС. Член Исетского районного комитета КПСС. Делегат XXII съезда КПСС.
Её сын Юрий награжден орденом Ленина, орденом Трудового Красного Знамени, орденом «Знак Почета», медалью «За доблестный труд». Орден «За заслуги перед Отечеством».
В 1968 году вышла на пенсию. Жила в селе Слобода-Бешкиль Исетского района Тюменской области. Скончалась 16 декабря 1971 года. Похоронена в селе Слобода-Бешкиль.

## Награды
- Золотая медаль «Серп и Молот» (22.03.1966)
- Орден Ленина (22.03.1966).
- Медаль «В ознаменование 100-летия со дня рождения Владимира Ильича Ленина» (6 апреля 1970)
- Медаль «Ветеран труда»
- Медаль «За трудовую доблесть»
- медалями ВДНХ СССР:

## Память
- В 1964 года занесена в Книгу Почёта Ялуторовского района,
- в 1967 году занесена в Книгу Почёта Исетского района.
- Почётный ветеран Челябинской области (1970).
- Экспозиция о Герое есть в Исетском народном краеведческоммузее имени А.Л.Емельянова (Тюменская область) [3].